# Ion Ștefureac
Ion Ștefureac (n. 29 ianuarie 1871, Rădăuți – d. 1920, Câmpulung Moldovenesc) a fost un profesor și pionier al muzeografiei etnografice românești.
A fost unul dintre primii profesori ai Liceului "Dragoș-Vodă" (azi Colegiul Național "Dragoș Vodă" din Câmpulung Moldovenesc), după înființarea acestuia.
Pe lângă activitatea sa didactică, Ion Ștefureac a militat pentru înființarea, la Câmpulung Moldovenesc, a unui „Muzeu românesc pentru Bucovina”. Propunerea a fost susținută de diferiți intelectuali bucovineni, printre care Teodor Bălan, autor al unor cărți de referință pentru câmpulungeni, care a publicat, în 1909, o pledoarie în favoarea propunerii profesorului Ion Ștefureac, și de sculptorul Ioan Pâșlea, de la catedra Școalei de Arte și Meserii din Câmpulung, în 1902, prin studiul „Casa țăranului român din Bucovina”, publicat în revista Junimea literară.
Ion Ștefureac a colecționat în tot timpul vieții obiecte cu valoare etnografică. După moartea profesorului, s-a înființat Muzeul de Etnografie și Științele Naturii din Câmpulung Moldovenesc, reprofilat, în 1970, ca "Muzeul Artei Lemnului", la inițiativa actualului director Marcel Zahariciuc. El are la bază colecțiile etnografice alcătuite de Ion Ștefureac și C. Brăescu.
Pentru meritele sale, o stradă din Câmpulung Moldovenesc a fost denumită Strada Ion Ștefureac.
Este tatăl pictoriței Rodica Pavelescu.